# Coordenades de Lemaître
Les coordenades de Lemaître són un conjunt particular de coordenades per a la mètrica de Schwarzschild — solució esfèricament simètrica de les equacions de camp d'Einstein en el buit— introduïda per Georges Lemaître el 1932—  En canviar de coordenades de Schwarzschild a coordenades de Lemaître, s'elimina la singularitat de coordenades al radi de Schwarzschild.

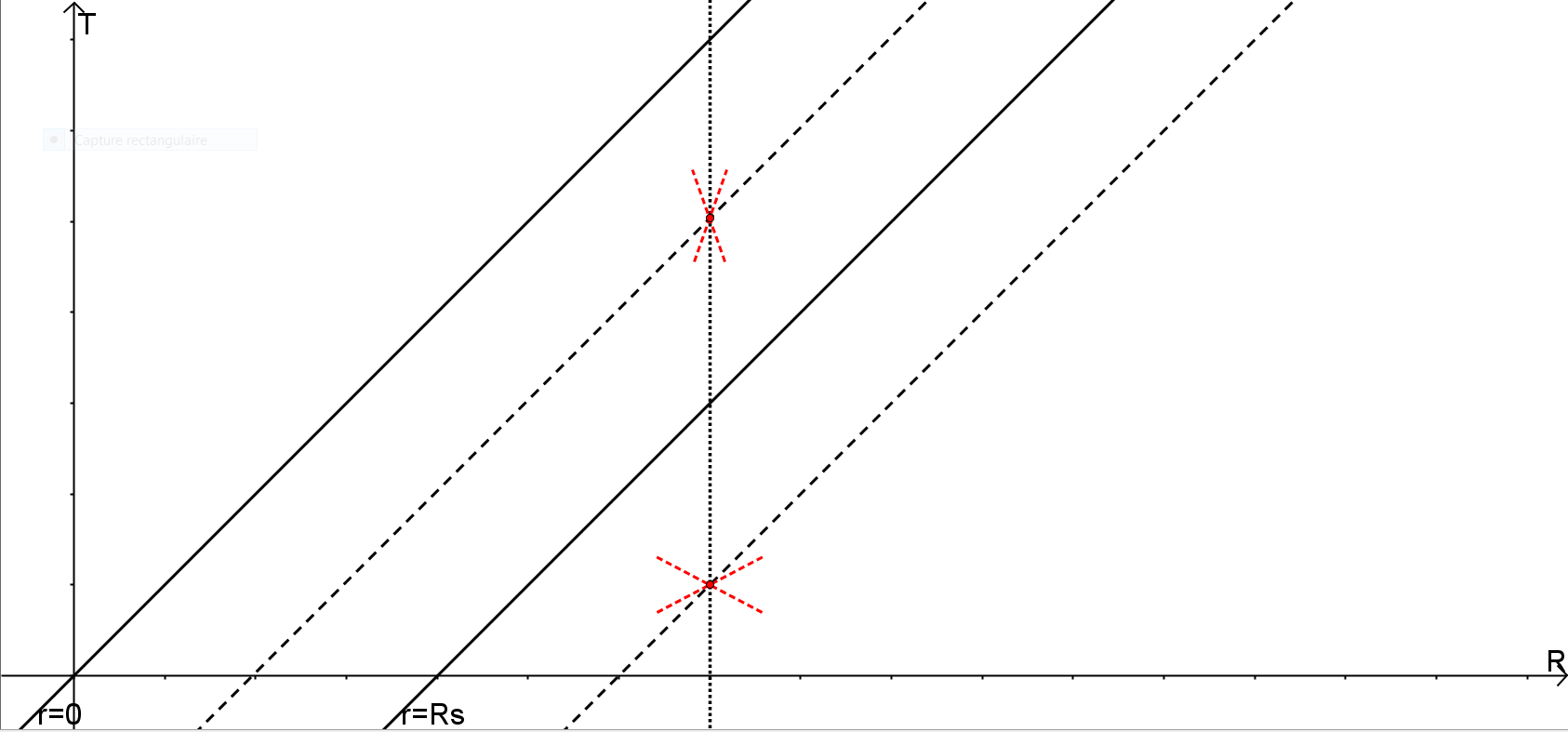
Coordenades de Lemaître

## Mètrica
L'expressió original de coordenades de Schwarzschild de la mètrica de Schwarzschild, en unitats naturals (c = G = 1), es dóna com
{\displaystyle ds^{2}=\left(1-{r_{s} \over r}\right)dt^{2}-{dr^{2} \over 1-{r_{s} \over r}}-r^{2}\left(d\theta ^{2}+\sin ^{2}\theta d\phi ^{2}\right)\;,}
{\displaystyle ds^{2}} és l'interval invariant ;
{\displaystyle r_{s}={\frac {2GM}{c^{2}}}} és el radi de Schwarzschild;
{\displaystyle M} és la massa del cos central;
{\displaystyle t,r,\theta ,\phi } són les coordenades de Schwarzschild (que asimptòticament es converteixen en les coordenades esfèriques planes);
{\displaystyle c} és la velocitat de la llum;
i {\displaystyle G} és la constant gravitatòria.
Aquesta mètrica té una singularitat de coordenades al radi de Schwarzschild {\displaystyle r=r_{s}}.
Georges Lemaître va ser el primer a demostrar que això no és una singularitat física real, sinó simplement una manifestació del fet que les coordenades de Schwarzschild estàtiques no es poden realitzar amb cossos materials dins del radi de Schwarzschild. De fet, dins del radi de Schwarzschild tot cau cap al centre i és impossible que un cos físic mantingui un radi constant.
Una transformació del sistema de coordenades de Schwarzschild de {\displaystyle \{t,r\}} a les noves coordenades {\displaystyle \{\tau ,\rho \},}
{\displaystyle {\begin{aligned}d\tau =dt+{\sqrt {\frac {r_{s}}{r}}}\,\left(1-{\frac {r_{s}}{r}}\right)^{-1}dr~\\d\rho =dt+{\sqrt {\frac {r}{r_{s}}}}\,\left(1-{\frac {r_{s}}{r}}\right)^{-1}dr~\end{aligned}}}
(el numerador i el denominador s'intercanvien dins de les arrels quadrades), condueix a l'expressió de coordenades de Lemaître de la mètrica,
{\displaystyle ds^{2}=d\tau ^{2}-{\frac {r_{s}}{r}}d\rho ^{2}-r^{2}(d\theta ^{2}+\sin ^{2}\theta d\phi ^{2})}
on
{\displaystyle r=\left[{\frac {3}{2}}(\rho -\tau )\right]^{2/3}r_{s}^{1/3}\;.}
La mètrica en coordenades de Lemaître és no singular al radi de Schwarzschild {\displaystyle r=r_{s}}. Això correspon al punt {\displaystyle {\frac {3}{2}}(\rho -\tau )=r_{s}}. Hi ha una autèntica singularitat gravitatòria al centre, on {\displaystyle \rho -\tau =0}, que no es pot eliminar amb un canvi de coordenades.
La coordenada de temps utilitzada a les coordenades de Lemaître és idèntica a la coordenada de temps "gota de pluja" utilitzada a les coordenades de Gullstrand-Painlevé. Les altres tres: les coordenades radials i angulars {\displaystyle r,\theta ,\phi } de les coordenades de Gullstrand-Painlevé són idèntiques a les del carta de Schwarzschild. És a dir, Gullstrand-Painlevé aplica una transformada de coordenades per anar des del temps de Schwarzschild {\displaystyle t} a la coordenada de la gota de pluja {\displaystyle t_{r}=\tau }. Aleshores, Lemaître aplica una segona transformació de coordenades al component radial per eliminar l'entrada fora de la diagonal del diagrama de Gullstrand-Painlevé.
La notació {\displaystyle \tau } La coordenada utilitzada en aquest article per a la coordenada de temps no s'ha de confondre amb l'hora pròpia. És cert que {\displaystyle \tau } dóna el temps adequat per als observadors que cauen radialment; no dóna el temps adequat per als observadors que viatgen al llarg d'altres geodèsiques.

## Geodèsiques
Les trajectòries amb ρ constant són geodèsiques semblants al temps amb τ el temps propi al llarg d'aquestes geodèsiques. Representen el moviment de partícules en caiguda lliure que comencen amb velocitat zero a l'infinit. En qualsevol punt la seva velocitat és igual a la velocitat d'escapament des d'aquest punt.
El sistema de coordenades de Lemaître és síncron, és a dir, la coordenada de temps global de la mètrica defineix el temps propi dels observadors en moviment comú. Els cossos que cauen radialment arriben al radi de Schwarzschild i al centre en un temps propi finit.
Les geodèsiques nul·les radials corresponen a {\displaystyle ds^{2}=0}, que tenen solucions {\displaystyle d\tau =\pm \beta d\rho }. Aquí, {\displaystyle \beta } és només una abreviatura per a
{\displaystyle \beta \equiv \beta (r)={\sqrt {r_{s} \over r}}}
Els dos signes corresponen a raigs de llum que es mouen cap a l'exterior i cap a l'interior, respectivament. Reexpressant això en termes de coordenades {\displaystyle r} dóna
{\displaystyle dr=\left(\pm 1-{\sqrt {r_{s} \over r}}\right)d\tau }
Tingueu en compte que {\displaystyle dr<0} quan {\displaystyle r<r_{s}}. Això s'interpreta com que cap senyal pot escapar de dins del radi de Schwarzschild, i els raigs de llum emesos radialment, ja sigui cap a dins o cap a fora, acaben a l'origen en el moment adequat. {\displaystyle \tau } augmenta.

El mapa de coordenades de Lemaître no és geodèsicament complet. Això es pot veure traçant geodèsiques nul·les radials que es mouen cap a l'exterior cap enrere en el temps. Les geodèsiques que es mouen cap a l'exterior corresponen al signe més de l'anterior. Selecció d'un punt de partida {\displaystyle r>r_{s}} a {\displaystyle \tau =0}, l'equació anterior s'integra a {\displaystyle r\to +\infty } com {\displaystyle \tau \to +\infty }. Anant cap enrere en el temps adequat, hom té {\displaystyle r\to r_{s}} com {\displaystyle \tau \to -\infty }. A partir de {\displaystyle r<r_{s}} i integrant cap endavant, s'arriba a {\displaystyle r=0} en temps propi finit. Anant cap enrere, es té, una vegada més, que {\displaystyle r\to r_{s}} com {\displaystyle \tau \to -\infty }. Així doncs, es conclou que, tot i que la mètrica no és singular en {\displaystyle r=r_{s}}, totes les geodèsiques que viatgen cap a l'exterior s'estenen a {\displaystyle r=r_{s}} com {\displaystyle \tau \to -\infty }.